# Трофеї кохання (яйце Фаберже)
Імператорське великоднє яйце «Трофеї кохання» (інша назва «Колиска з гірляндами») — ювелірний виріб фірми Карла Фаберже, виготовлений на замовлення російського імператора Миколи II у 1907 році. Було подароване імператором матері Марії Федорівні на Великдень.